# Deossinivalenolo
Il deossinivalenolo (o DON o vomitossina) è una micotossina appartenente al gruppo dei tricoteceni prodotta da alcune specie di Fusarium (F. graminearum, F. culmorum, ecc..).
Esso è caratterizzato, come gli altri tricoteceni, da un nucleo sesquiterpenico, caratterizzato da un anello 12,13-epossi-tricotec-9-ene tetraciclico.
Il DON è una delle micotossine più diffuse negli alimenti e nei mangimi insieme a zearalenone e tossina T-2, soprattutto nei cereali quali grano, orzo e mais.

## Effetti sull'uomo
Benché siano stati fatti studi scientifici sul metabolismo del deossinivalenolo e degli altri tricoteceni, non sono ancora chiari molti aspetti del suo meccanismo d'azione.
I principali effetti tossici sull'uomo e sugli altri mammiferi sono:
- inibizione della sintesi proteica e degli acidi nucleici[2], alterazione della struttura di membrana e della funzionalità dei mitocondri[3], apoptosi[4] e attivazione delle citochine[5];
- vomito, diarrea, malfunzionamento del sistema ematopoietico (anemia e leucopenia)[6];
- abbassamento delle difese immunitarie[7][8].

La dose tollerabile giornaliera (TDI) per l'uomo di deossinivalenolo è stata fissata a 1 µg/kg

### Effetti cancerogeni
In base alla classificazione internazionale della IARC (Agenzia Internazionale per la Ricerca sul Cancro), il DON, insieme agli altri tricoteceni, è inserito in "Classe 3", considerato non cancerogeno per l'uomo..
Tuttavia, a seguito di uno studio triennale svolto in Cina, nelle regioni di Haimen e di Penlai, riguardo al ruolo della fumonisina B1 nell'incidenza del carcinoma epatico primario, alcuni studiosi hanno ipotizzato un'azione sinergica di altre micotossine nello sviluppo di tale tumore, tra le quali il deossinivalenolo, che era presente nei campioni esaminati in maniera più elevata del solito, tesi dimostrata da ricerche effettuate sui ratti. Tali ricerche, anche se non hanno accertato in maniera diretta l'azione cancerogena del DON, dimostrano in ogni caso la stretta correlazione tra la presenza della micotossina e questo tipo di patologia.